# Swertia noguchiana
Swertia noguchiana är en gentianaväxtart som beskrevs av Hatusima. Swertia noguchiana ingår i släktet Swertia och familjen gentianaväxter. Inga underarter finns listade i Catalogue of Life.